# 리얼 맥코이 (영화)
《리얼 맥코이》(영어: The Real McCoy)는 1993년 공개된 미국의 하이스트 범죄 영화이다. 러셀 멀캐히가 감독을 맡고, 킴 베이싱어, 밸 킬머, 테런스 스탬프 등이 출연하였다. 

## 출연
- 킴 베이싱어
- 밸 킬머
- 테런스 스탬프
- 게일러드 사테인
- 잭 잉글리시
- 데버라 호바트
- 패멀라 J. 호바트
- 앤디 스탈
- 딘 레이더듀발
- 노먼 맥스웰
- 마크 매콜리
- 닉 서시
- 레이노어 샤인

## 기타 제작진
- 협력 제작: 앨런 워트하임
- 공동 제작: 루이스 A. 스트롤러
- 미술: 킴 콜팩스
- 의상: 도나 오닐